# Eiga Dokidoki! Pretty Cure - Mana kekkon!!? Mirai ni tsunagu kibō no dress
Eiga Dokidoki! Pretty Cure - Mana kekkon!!? Mirai ni tsunagu kibō no dress (映画 ドキドキ！プリキュア マナ結婚！！？未来につなぐ希望のドレス?, Eiga Dokidoki! Purikyua Mana kekkon!!? Mirai ni tsunagu kibō no doresu, Eiga Dokidoki! Precure Mana kekkon!!? Mirai ni tsunagu kibō no dress, lett. "Dokidoki! Pretty Cure - Il film: Mana si sposa!!? L'abito della speranza che si collega al futuro") è un film del 2013 diretto da Naoyuki Itō.
È il quindicesimo film d'animazione tratto dal franchise Pretty Cure di Izumi Tōdō e l'unico relativo alla decima serie Dokidoki! Pretty Cure.

## Trama
Mana riceve l'abito da sposa che in passato fu indossato dalla madre e, a sua volta, dalla nonna. Discutendo con le amiche sui loro giorni di scuola elementare, Mana ricorda un cane di nome Mallow, che morì investito da un'auto. Quella notte, un uomo misterioso di nome Marsh utilizza un clarinetto per richiamare gli oggetti dimenticati e scartati che ancora si sentono utili, e li unisce insieme in un gigantesco dirigibile che vola via. Marsh, che Mana non sembra riconoscere, inizia ad intrappolare le persone all'interno di bobine di film, costringendoli a rivivere in eterno il loro passato e privandoli del futuro. Le Pretty Cure tentano di contrastarlo, ma anche Mana viene portata nel passato, dove rincontra la sua nonna Isuzu, adesso defunta, e il suo Mallow che non vedeva da tanto, ma non riesce a trovare le sue migliori amiche, Rikka e Alice, e cerca un modo per tornare al mondo reale, dato che i ricordi di questo mondo sono diversi dai suoi. Nel frattempo, Charles e le altre fatine vengono avvicinati da Bebel, una vecchia conoscenza di Marsh, che li informa che devono avventurarsi all'interno delle memorie delle loro partner per poterle salvare. Tornata al presente, Mana non riesce ad accettare un mondo senza Mallow, ma si rende conto che Marsh è in realtà il suo cane, arrabbiato poiché lei lo ha dimenticato una volta morto. Tuttavia, quest'ultimo capisce che la ragazza non l'ha mai davvero dimenticato e, grazie al suo Psyche, Cure Heart si trasforma in Cure Heart Engage Mode e sconfigge il Clarinetto, la vera causa di tutto. Dopo che tutte le persone vengono liberate, Bebel (Isuzu) promette a Mana che si prenderà cura dello Psyche di Marsh/Mallow.

## Personaggi esclusivi del film
Isuzu Bando (坂東 いすず?, Bandō Isuzu)
È la nonna materna defunta di Mana. È stata lei a scegliere il nome di Mana, che in giapponese richiama il significato di "amore".
Marshmallow "Mallow" (マシュマロ 〈マロ〉?, Mashumaro "Maro")
Era il cane bianco della famiglia Aida. È stato trovato abbandonato da Yashima ed è stato chiamato così da Mana perché aveva il pelo morbido come un marshmallow. È morto in un incidente d'auto.
Marsh (マシュー?, Mashū)
Autoproclamatosi il re del Regno dei Ricordi, ha in qualche modo sviluppato un odio verso Mana. Detesta gli esseri umani che gettano via le cose vecchie per quelle nuove e desidera intrappolare tutti nel loro passato per sempre. Usa un clarinetto e utilizza spesso l'attacco Eleven Fang (イレブン・ファング?, Irebun Fangu). Si rivela poi essere Mallow.
Clarinetto (クラリネット?, Kurarinetto)
È l'oggetto usato da Marsh. Si scopre essere la mente dietro tutto e manipola Marsh. È in grado di trasferire nel passato o nel futuro l'intera esistenza di una persona. Viene battuto da Cure Heart Engage Mode.
Bebel (ベベル?, Beberu)
Una misteriosa fata, è una vecchia amica di Marsh. Cerca di impedire a Marsh di continuare sulla strada sbagliata, e quindi si tuffa nel mondo dei ricordi di Charles e le altre fatine. È in realtà la reincarnazione della defunta nonna di Mana, Isuzu.
Mannequin Carmine (マネキンカーマイン?, Manekin Kāmain), Silver Clock (シルバークロック?, Shirubā Kurokku) & Purple Buggy (パープルバギー?, Pāpuru Bagī)
È un trio al servizio di Marsh, creato dal Clarinetto. Affrontano le Pretty Cure nel Mondo del Passato, ma vengono sconfitti; Mannequin Carmine combatte contro Cure Sword e Cure Ace, mentre Silver Clock e Purple Buggy, che possono fondersi, contro Cure Diamond e Cure Rosetta.

## Oggetti magici
Miracle Bouquet Light (ミラクルブーケライト?, Mirakuru Būke Raito)
È una piccola torcia con l'estremità di cristallo a forma di un bouquet con una campanella che proietta un fascio di luce. Trasforma il coraggio in un nuovo potere per le Pretty Cure. Grazie ad essa, le Pretty Cure vanno nel Mondo del Futuro per proteggerlo dal Clarinetto.
In Giappone, quando è uscito il film, le Miracle Bouquet Light sono state realmente distribuite al pubblico nelle sale, difatti nella sequenza introduttiva del lungometraggio si vedono le protagoniste con le loro fate spiegare come utilizzarla per incitare le Pretty Cure durante la visione.

## Trasformazioni e attacchi
- Diamond Blizzard (ダイヤモンド・ブリザード?, Daiyamondo Burizādo): è l'attacco di Cure Diamond con il Love Heart Arrow. Con l'arco ottenuto, la Pretty Cure crea una tempesta di ghiaccio che congela il nemico.

- Rosetta Reflection Double Crush (ロゼッタ・リフレクション・ダブル・クラッシュ?, Rozetta Rifurekushon Daburu Kurasshu): è la versione potenziata dell'attacco di Cure Rosetta con il Love Heart Arrow. Con l'arco ottenuto, la Pretty Cure crea due scudi a forma di quadrifoglio che schiacciano sul nemico.
- Ultima Sword (アルティマ・ソード?, Arutima Sōdo): è l'attacco di Cure Sword con il Love Heart Arrow. Con l'arco ottenuto, la Pretty Cure gira su se stessa, creando un vortice di energia viola, e con la mano destra colpisce il nemico.

- Ultra Kick (ウルトラ・キック?, Urutora Kikku): è l'attacco combinato di Cure Sword e Cure Ace. Le due guerriere prendendosi per mano, saltano e si precipitano sul nemico con un calcio combinato.

- Trasformazione (Engage Mode (エンゲージ・モード?, Engēji Mōdo)): Cure Heart si trasforma in Cure Heart Engage Mode grazie al Psyche di Mallow. L'abito della guerriera è simile a quello di una sposa e riceve un bouquet come arma.

- Attacco: dopo aver trasformato il suo bouquet in un arco, Cure Heart Engage Mode crea una freccia che scocca contro il nemico.

## Luoghi
Mondo del Passato (過去の世界?, Kako no Sekai)
È il mondo nel quale Marsh intrappola le persone. Quest'ultimo si è autoproclamato re del Regno dei Ricordi (オモイデの国の王?, Omoide no Kuni no ō).
Mondo del Futuro (未来の世界?, Mirai no Sekai)
È il mondo in cui vivono Mana e le altre del futuro, che il Clarinetto desidera distruggere.

## Colonna sonora
| Nº | Titolo CD | Numero tracce | Data uscita     |
| -- | --- | ------------- | --------------- |
| 1  | Takaramono (たからもの?) | 4             | 23 ottobre 2013 |
| 2  | Eiga Dokidoki! Precure - Mana kekkon!!? Mirai ni tsunagu kibō no dress - Original Soundtrack (映画 ドキドキ！プリキュア マナ結婚！！？未来につなぐ希望のドレス オリジナル・サウンドトラック?) | 30            | 23 ottobre 2013 |
| 3  | Precure eiga shudaika Collection 2 (プリキュア映画主題歌コレクション２?) | 20            | 11 marzo 2015   |

### Sigle
La sigla originale di apertura è composta da Chiho Kiyōka con il testo di Shōko Fujibayashi, mentre quella di chiusura da Dr.Usui con il testo di Takayuki Tonegawa.
Sigla di apertura
- Happy Go Lucky! Dokidoki! Precure (Ｈａｐｐｙ Ｇｏ Ｌｕｃｋｙ！ドキドキ！プリキュア?), cantata da Tomoyo Kurosawa

Sigla di chiusura
- Love Link (ラブリンク?), cantata da Hitomi Yoshida

## Distribuzione

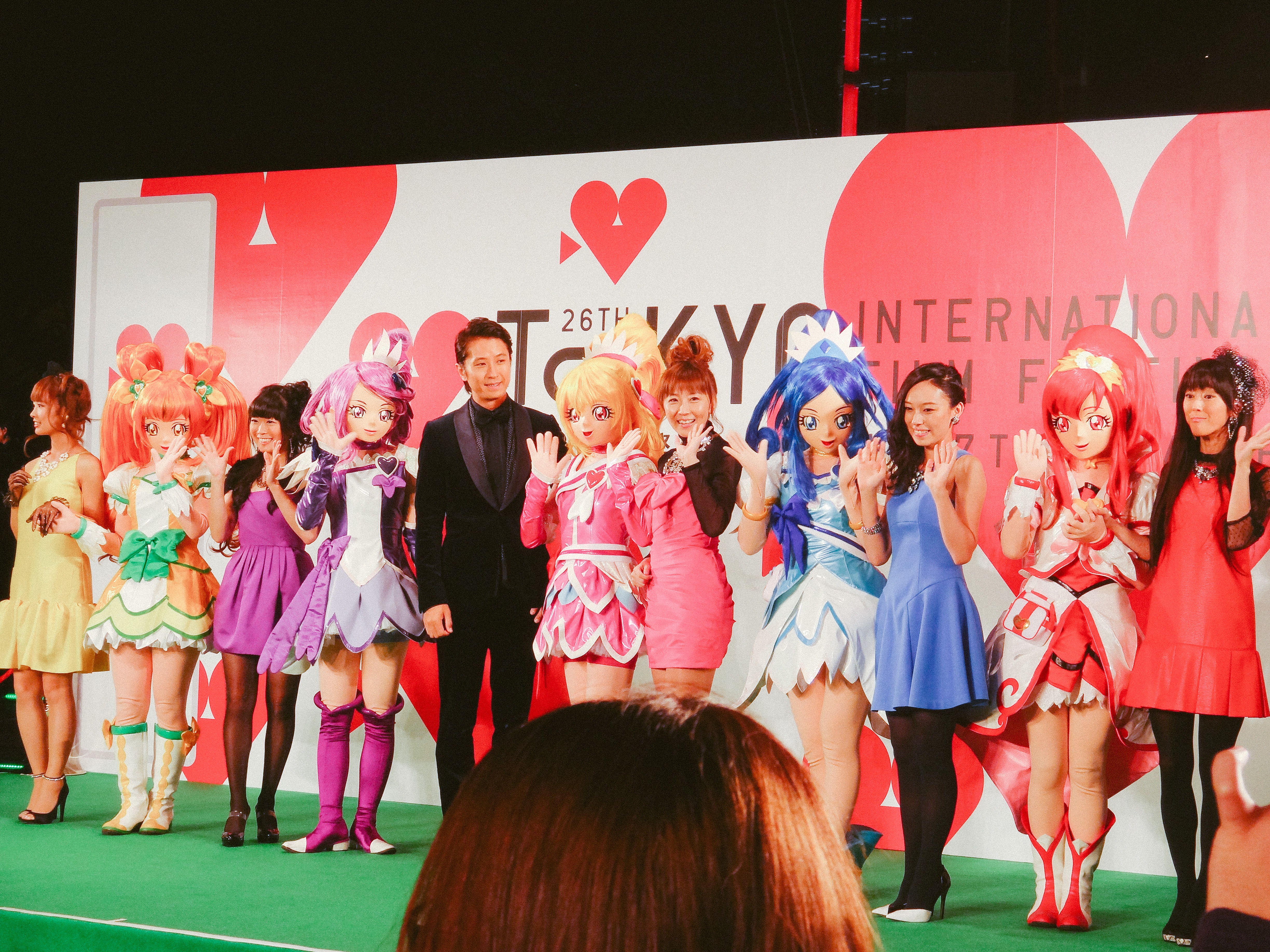
I kigurumi delle Pretty Cure con il cast dei doppiatori alla prima del film durante la 26ª edizione del Tokyo International Film Festival

Il film è stato proiettato in anteprima assoluta il 20 ottobre 2013 alla ventiseiesima edizione del Tokyo International Film Festival con il sottotitolo Memories for the Future ed è approdato nelle sale cinematografiche giapponesi il 26 ottobre 2013. Il DVD e il Blu-ray sono usciti il 19 marzo 2014.

## Accoglienza
Nel primo fine settimana di proiezione, il film si è classificato al secondo posto nel box office giapponese, guadagnando 213.410.200 yen (2.186.390 dollari americani) su un totale di 191.918 biglietti venduti: ha così superato di circa il 10% il film dell'anno precedente, Eiga Smile Pretty Cure! - Ehon no naka wa minna chiguhagu!, diventando la pellicola del franchise ad aver guadagnato di più nel primo fine settimana al posto di HeartCatch Pretty Cure! - Un lupo mannaro a Parigi, che deteneva il record in precedenza. L'incasso totale è di 950 milioni di yen circa.

## Altri adattamenti
Un adattamento in cartaceo del film è stato pubblicato da Kōdansha il 23 ottobre 2013 con ISBN 978-4-06-344578-7. Inoltre è stato tratto un anime comic pubblicato da Ichijinsha il 17 gennaio 2014 con ISBN 978-4758013574.